# Giao lộ Anhyeon
Giao lộ Anhyeon (Tiếng Hàn: 안현 분기점, 안현JC, Hanja: 鞍峴分岐點) còn được gọi là Anhyeon JC là giao lộ giữa Đường cao tốc vành đai 1 vùng thủ đô và Đường cao tốc Gyeongin thứ hai tại Anhyeon-dong, Gyesan-dong, Gwarim-dong, Siheung-si, Gyeonggi-do.
Ban đầu, tại thời điểm lập kế hoạch xây dựng Đường cao tốc Gyeongin thứ hai vào năm 1991, đã có kế hoạch xây dựng một nút giao thông với tên dự kiến là Nút giao thông Anhyeon, nhưng với việc công bố kế hoạch xây dựng Đường cao tốc vành đai 1 vùng thủ đô, kế hoạch xây dựng Nút giao thông Anhyeon đã bị hủy bỏ và thay đổi thành nút giao thông hiện tại. Vào thời điểm xây dựng Đường cao tốc vành đai 1 vùng thủ đô, tên dự kiến của nó là Giao lộ Yangji.

## Lịch sử
- 22 tháng 3 năm 1991: Để xây dựng một nút giao thông mới, Trung tâm Quy hoạch Đô thị Banwol đã công bố khu vực xung quanh Anhyeon-dong, Siheung-si là Nút giao thông Anhyeon[1]
- 20 tháng 8 năm 1992: Để thiết lập một nút giao thông mới, quy hoạch xây dựng Nút giao thông Anhyeon hiện tại đã được thay đổi và khu vực xung quanh Anhyeon-dong và Gyesan-dong ở Thành phố Siheung đã được công bố tại Trung tâm Quy hoạch Giao thông Đô thị Banwol với tên gọi Giao lộ Yangji[2]
- 11 tháng 4 năm 1998: Quảng trường giao thông cơ sở quy hoạch đô thị Thành phố Siheung thay đổi để cải thiện các nút giao thông vào tháng 12 năm 1999[3]
- 26 tháng 11 năm 1999: Hoạt động kinh doanh bắt đầu sau khi khai trương đoạn Sanbon ~ Jangsu của Đường cao tốc vành đai ngoài Seoul[4]

## Thông tin cấu trúc
- Vị trí: Anhyeon-dong, Gyesan-dong, Gwarim-dong, Siheung-si, Gyeonggi-do

## Kết nối các tuyến đường

### HướngGoyang・Seongnam
- Đường cao tốc vành đai 1 vùng thủ đô (Số 28)

### Hướng điIncheon・Seongnam
- Đường cao tốc Gyeongin thứ hai (Số 11)